# Dieffenbach-au-Val
Dieffenbach-au-Val je občina v departmaju Bas-Rhin francoske regije Alzacija.
Leta 1990 je v občini živelo 559 oseb oz. 189 oseb/km².